# 福野文化創造センターヘリオス
福野文化創造センターヘリオス（ふくのぶんかそうぞうセンターヘリオス）は、富山県南砺市やかたにある、旧 福野町の合併50周年を記念し1991年（平成3年）3月3日に開館した音楽、芸術文化などの複合文化センターである。
第二次世界大戦後の日本建築史を代表する建築家の一人である
内井昭蔵が設計した。
センター内には南砺市立図書館福野図書館が入居している。また、当館の分館として生涯学習施設「喜知屋（きちや）」を併せ持つ。
1991年（平成3年）より行なわれているスキヤキ・ミーツ・ザ・ワールドの主要会場となっている。これにより2006年（平成18年）には一般財団法人地域創造が主催するJAFRAアワード（総務大臣賞）を受賞している。
管理運営は指定管理者のヘリオス運営共同体が行っている。
2025年に募集したネーミングライツ（命名権）のパートナーが株式会社なんとエナジーに決まり2025年9月1日から2032年8月31日までの間の愛称がなんとエナジー文化創造センター ヘリオスとなった。

## 建物概要
出典→
- 鉄筋コンクリート造地下1階地上4階建て
- 延床面積 - 7,461m2
- 駐車場 - 約110台収容
- 総工費 - 33億900万円
- 周辺 - 1号公園、イベント広場

## おもな施設

### 福野文化創造センターヘリオス
エントランス
毎年5月1日から3日に渡り、当施設がある福野町で行なわれる福野夜高祭の夜高大行燈1基が、開設当初より常設展示されており、現在の夜高行燈は3代目でいずれも横町が手掛けたものである。
1996年（平成8年）には神戸市にも遠征した2代目に、2015年（平成27年）12月22日には現在の3代目に19年ぶりに改修された。
- 大行燈 - 1基
  - 高さ: 約8m（通常祭礼で練り廻すものより約1.5m高い）
  - 山車: 唐獅子と牡丹の花、吊物: 前- 扇と松竹梅で飾った酒樽、後- 鼓太鼓 （電球 約230個）

円形劇場ヘリオス
当館の中心的施設で、昇降設備により6分割にフレキシブルレイアウトできる円形ステージ（舞台）となっている。また1階観客席は可動式になっており、舞台と観客席を収納することによって大きな展示スペースとなる。
- 舞台 - 床面多面割昇降機構付
- 観客席 - 1階・377席（可動式）2階・236席[7]
- 楽屋

創造の空間アートスペース
- アートスペース、データスペース

スタジオM&D
- スタジオ M（音楽室）、スタジオD（舞踊室）

学習室
- セミナールーム A・B・C（一体での使用可）、ミーティングルーム、控室

南砺市立福野図書館（2階）
茶室「芝水庵」
アトリエ
- アトリエ A（美術室）、アトリエ C（工芸室）

軽食・喫茶室

#### 利用案内
- 開館時間 – 9:00〜21:30
  - 図書館は、平日9:30〜19:00、土曜・日曜日・祝日は9:30〜17:00
- 休館日 –  毎週火曜日（但し祝日の場合は翌日）、12月29日から翌年の1月3日まで
  - 図書館は、上記に加え毎月第4木曜日（但し祝日の場合は翌日）と蔵書点検の期間

### 分館「喜知屋」
寄贈された町屋を改装した建物で、施設名は寄贈した家主の名前から名付けられたものである。茶室などがあり会議や催事などで一般の利用が可能である。また、2連続きの土蔵は改装し美術館になっており、南砺市所蔵の美術品を展示している。

#### 利用案内
- 開館時間 – 13:00〜17:00
- 休館日 –  毎週火曜日、年末年始
- 入館料 –  100円（中学生以下は無料）